# Tiirismaa
Der Tiirismaa ist ein 222,6 m hoher Berg etwa 5 km westlich von Lahti im Süden Finnlands.
Er ist die höchste Erhebung Süd-Finnlands.
Er befindet sich in der Gemeinde Hollola in der Landschaft Päijät-Häme.
Er liegt am ersten Salpausselkä-Höhenrücken, etwa 1 km südlich des auf 81,4 m Höhe gelegenen Sees Vesijärvi.
Tektonisch wird der Tiirismaa den Svekofenniden zugerechnet.
Auf dem Berg befindet sich ein 1967 erbauter 327 m hoher Fernseh- und Rundfunkmast, das höchste Bauwerk Finnlands.
Das 245 ha große Tiirismaa-Naturschutzgebiet umfasst den Berg sowie die ihn umgebende boreale Waldlandschaft.